# Magyar Kosárlabda Nemzeti Bajnokság
La Magyar Kosárlabda Nemzeti Bajnokság è la massima competizione ungherese di pallacanestro organizzata dalla Magyar Kosarlabdázók Országos Szövetsége, ovvero la federazione cestistica dell'Ungheria.

## Storia
La prima edizione del campionato ungherese di pallacanestro si svolse nel 1933.
Il campionato è attualmente formato da 14 squadre, le quali si incontrano in stagione regolare rispettivamente due volte in casa e due volte in trasferta, per un totale di 44 partite complessive. Le prime otto classificate si qualificano per i playoff, i quali assegnano il titolo di campione nazionale.
La stagione regolare inizia solitamente durante il mese di ottobre, e termina ad aprile.
Il club più titolato è l'Honvéd Budapest che a partire dagli anni 1950 ha dominato il campionato, vincendo 33 edizioni, fino a metà degli anni 1990.
Nell'ultimo decennio, sono venute alla ribalta nuove formazioni, come l'Albacomp di Székesfehérvár, l'Atomerőmű SE e il Szolnoki Olaj.

## Albo d'oro
- 1933  Közgazdasági Egyetem
- 1934  Budapesti Előre
- 1934-1935  TFSC
- 1935-1936  MAFC
- 1936-1937  Budapesti Előre
- 1937-1938  Budapesti Előre
- 1938-1939  Budapesti Előre
- 1939-1940  Budapesti Előre
- 1940-1941  Budapesti Előre
- 1941-1942  Budapesti EAC
- 1942-1943  Budapesti EAC
- 1943-1944  Budapesti Előre
- 1944  MAFC
- 1945  Budapesti Előre
- 1946  Budapesti Kinizsi TE
- 1946-1947  Budapesti Postás
- 1947-1948  Vasas
- 1948-1949  Budapesti Előre
- 1949-1950  MAFC
- 1950  Vasas
- 1951  MAFC
- 1952  Honvéd
- 1953  Honvéd
- 1954  Honvéd
- 1955  Honvéd
- 1956  MAFC
- 1957  Honvéd
- 1957-1958  Honvéd
- 1958-1959  Honvéd
- 1959-1960  Honvéd
- 1960-1961  Honvéd
- 1961-1962  Honvéd
- 1962-1963  Honvéd
- 1964  Honvéd
- 1965  Honvéd
- 1966  Honvéd
- 1967  Honvéd
- 1968  Honvéd
- 1969  Honvéd
- 1970  MAFC
- 1971  Honvéd
- 1972  Csepel
- 1973  Csepel
- 1974  Honvéd
- 1975  MAFC
- 1976  Honvéd
- 1977  Honvéd
- 1978  Honvéd
- 1979  Honvéd
- 1980-1981  Honvéd
- 1981-1982  Honvéd
- 1982-1983  Honvéd
- 1983-1984  Honvéd
- 1984-1985  Honvéd
- 1985-1986  Honvéd
- 1986-1987  Körmend
- 1987-1988  Zalakerámia-ZTE
- 1988-1989  Csepel
- 1989-1990  Zalakerámia-ZTE
- 1990-1991  Szolnoki Olaj
- 1991-1992  Zalakerámia-ZTE
- 1992-1993  Honvéd
- 1993-1994  Honvéd
- 1994-1995  Honvéd
- 1995-1996  Körmend
- 1996-1997  Honvéd
- 1997-1998  Alba Fehérvár
- 1998-1999  Alba Fehérvár
- 1999-2000  Alba Fehérvár
- 2000-2001  Kaposvár
- 2001-2002  Atomerőmű
- 2002-2003  Körmend
- 2003-2004  Kaposvár
- 2004-2005  Atomerőmű
- 2005-2006  Atomerőmű
- 2006-2007  Szolnoki Olaj
- 2007-2008  Falco Szombathely
- 2008-2009  Atomerőmű
- 2009-2010  Zalakerámia-ZTE
- 2010-2011  Szolnoki Olaj
- 2011-2012  Szolnoki Olaj
- 2012-2013  Alba Fehérvár
- 2013-2014  Szolnoki Olaj
- 2014-2015  Szolnoki Olaj
- 2015-2016  Szolnoki Olaj
- 2016-2017  Alba Fehérvár
- 2017-2018  Szolnoki Olaj
- 2018-2019  Falco Szombathely
- 2019-2020 non assegnato
- 2020-2021  Falco Szombathely
- 2021-2022  Falco Szombathely
- 2022-2023  Falco Szombathely
- 2023-2024  Falco Szombathely

## Vittorie per club
| Club                 | Titolo | Città          | Anno |
| -------------------- | ------ | -------------- | --- |
| Honvéd               | 33     | Budapest       | 1952, 1953, 1954, 1955, 1957, 1957/58, 1958/59, 1959/60, 1960/61, 1961/62, 1962/63, 1964, 1965, 1966, 1967, 1968, 1969, 1971, 1974, 1976, 1977, 1978, 1979, 1980/81, 1981/82, 1982/83, 1983/84, 1984/85, 1985/86, 1992/93, 1993/94, 1994/95, 1996/97 |
| Budapesti Előre      | 9      | Budapest       | 1934, 1936/37, 1937/38, 1938/39, 1939/40, 1940/41, 1943/44, 1945, 1948/49 |
| Szolnoki Olaj        | 8      | Szolnok        | 1990/91, 2006/07, 2010/11, 2011/12, 2013/14, 2014/15, 2015/16, 2017/18 |
| MAFC                 | 7      | Budapest       | 1935/36, 1944, 1949/50, 1951, 1956, 1970, 1975 |
| Falco Szombathely    | 6      | Szombathely    | 2007/08, 2018/19, 2020/21, 2021/22, 2022/23, 2023/24 |
| Alba Fehérvár        | 5      | Székesfehérvár | 1997/98, 1998/99, 1999/2000, 2012/13, 2016/17 |
| Zalakerámia-ZTE      | 4      | Zalaegerszeg   | 1987/88, 1989/90, 1991/92, 2009/10 |
| Atomerőmű            | 4      | Paks           | 2001/02, 2004/05, 2005/06, 2008/09 |
| Körmend              | 3      | Körmend        | 1986/87, 1995/96, 2002/03 |
| Csepel               | 3      | Budapest       | 1972, 1973, 1988/89 |
| Kaposvár             | 2      | Kaposvár       | 2000/01, 2003/04 |
| Budapesti EAC        | 2      | Budapest       | 1941/42, 1942/43 |
| Vasas MÁVAG          | 2      | Budapest       | 1947/48, 1950 |
| Budapesti Postás     | 1      | Budapest       | 1946/47 |
| Budapesti Kinizsi TE | 1      | Budapest       | 1946 |
| TFSE                 | 1      | Budapest       | 1934/35 |
| Közgazdasági Egyetem | 1      | Budapest       | 1933 |